# Amsterdamsche Jong Football Club Ajax
L'Amsterdamsche Jong Football Club Ajax, meglio noto come Jong Ajax (in italiano: giovane Ajax), è la squadra di riserva dell'Ajax che gioca in Eerste Divisie, seconda divisione del campionato di calcio olandese.

## Storia
Il settore giovanile dell'Ajax è famoso soprattutto per aver prodotto molti grandi giocatori della nazionale olandese come Sjaak Swart, Johan Cruijff, Johan Neeskens, Frank Rijkaard, Marco Van Basten ,Dennis Bergkamp, Frank e Ronald de Boer, Edgar Davids, Clarence Seedorf, Patrick Kluivert e Rafael van der Vaart, e più recentemente Wesley Sneijder, John Heitinga, Nigel de Jong, Maarten Stekelenburg, Gregory van der Wiel, Frenkie de Jong, Matthijs de Ligt e Donny van de Beek.
Essendo una squadra giovanile lo Jong Ajax partecipa alla KNVB beker. In questa competizione ha raggiunto per tre volte i quarti di finale e per una volta, nel 2001-02, le semifinali.
Nella stagione 2012-2013 è stata ammessa all'Eerste Divisie insieme alle seconde squadre di PSV Eindhoven, Sparta Rotterdam, Utrecht e Twente (le quali non possono essere promosse né partecipare ai play-off).
Nella stagione 2017-2018 lo Jong Ajax termina il campionato in prima posizione vincendolo per la prima volta, ma non viene promossa in Eredivisie perché essendo squadra riserva dei Lancieri, non può essere ammessa con la stessa squadra nella propria categoria. Al suo posto in massima serie si è approdato direttamente il Fortuna Sittard, giunto secondo.

## Allenatori
- Bryan Roy
- 1980-1981 Aad de Mos
- 1998-2000 Hans Westerhof
- 2002-2003 Gerard van der Lem
- 2003-2004 Marco van Basten
- 2004-2006 John van den Brom
- 2007-2007 Jan Olde Riekerink
- 2006-2007 Aron Winter e Maarten Stekelenburg
- 2007-2009 Aron Winter e Adrie Koster
- 2009-2010 Pieter Huistra
- 2010-2011 Albert van der Dussen
- 2011-2013 Gery Vink
- 2013-2014 Alfons Groenendijk
- 2016-2017 Marcel Keizer
- 2017-2019 Michael Reiziger
- 2019-2021 Mitchell van der Gaag
- 2021-2023 John Heitinga
- 2023 interim Michel Kreek
- 2023-in carica Dave Vos

## Palmarès

### Competizioni nazionali
- Eerste Divisie: 1

2017-2018

### Altri piazzamenti
- Coppa dei Paesi Bassi:

Semifinalista: 2001-2002
- Eerste Divisie:

Secondo posto: 2016-2017

## Organico

### Rosa 2024-2025
Aggiornata al 9 settembre 2024.
| N. |                        | Ruolo | Calciatore       |
| -- | ---------------------- | ----- | ---------------- |
| —  | Inghilterra (bandiera) | P     | Charlie Setford  |
| —  | Paesi Bassi (bandiera) | C     | Julian Brandes   |
| —  | Paesi Bassi (bandiera) | C     | Nassef Chourak   |
| —  | Paesi Bassi (bandiera) | C     | Rico Speksnijder |
| —  | Paesi Bassi (bandiera) | A     | Yoram Boerhout   |
| —  | Paesi Bassi (bandiera) | C     | Jaydon Banel     |
| —  | Paesi Bassi (bandiera) | C     | David Kalokoh    |
| —  | Marocco (bandiera)     | D     | Diyae Jermoumi   |
| —  | Paesi Bassi (bandiera) | D     | Dies Janse       |
| —  | Paesi Bassi (bandiera) | C     | Rida Chahid      |
| —  | Belgio (bandiera)      | D     | Ethan Butera     |
| —  | Paesi Bassi (bandiera) | P     | Tom de Graaff    |
| —  | Paesi Bassi (bandiera) | P     | Sten Kremers     |

| N. |                         | Ruolo | Calciatore          |
| -- | ----------------------- | ----- | ------------------- |
| —  | Paesi Bassi (bandiera)  | D     | Olivier Aertssen    |
| —  | Paesi Bassi (bandiera)  | D     | Tristan Gooijer     |
| —  | Marocco (bandiera)      | D     | Diyae Jermoumi      |
| —  | Serbia (bandiera)       | D     | Mateja Milovanovic  |
| —  | Ecuador (bandiera)      | C     | Patrickson Delgado  |
| —  | Paesi Bassi (bandiera)  | A     | Jaydon Banel        |
| —  | Burkina Faso (bandiera) | A     | Hassane Bandé       |
| —  | Danimarca (bandiera)    | A     | Eskild Dall         |
| —  | Paesi Bassi (bandiera)  | A     | Jay Enem            |
| —  | Danimarca (bandiera)    | A     | Jeppe Kjær Jensen   |
| —  | Danimarca (bandiera)    | A     | Christian Rasmussen |

### Staff tecnico
- Allenatore: Frank Peereboom
- Vice allenatore: Yuri Rose
- Vice allenatore: Urby Emanuelson
- Preparatore dei portieri: Stefan Postma